# Гусейнов, Сакит Яхья оглы
Сакит Яхья оглы Гусейнов (род. 25 мая 1948, Оджаглы, Астрахан-Базарский район) — доктор философских наук, профессор.

## Биография
Сакит Яхья оглы Гусейнов родился 25 мая 1948 года в селении Оджаглы Джалилабадского (в прошлом Астраханбазарского) района Азербайджанской ССР. В 1966 году с отличием окончил среднюю школу и поступил на исторический факультет Азербайджанского педагогического института им. Ленина. В 1970 году, после окончания учебы в институте, поступил на очную аспирантуру института философии и права АН Азербайджанской ССР. Окончив аспирантуру, прошёл военную службу в Вооружённых силах СССР, после чего вернулся в АН, где был принят на работу в качестве младшего научного сотрудника.

## Научная деятельность
В 1978—1980 годах Сакит Гусейнов под руководством известного социолога, доктора философских наук профессора Лев Наумович Когана прошел курсы совершенствования в городе Екатеринбурге.
Защитил в 1980 году кандидатскую, а в 2001 — докторскую диссертации. В 1985—2005 годах был доцентом кафедры философии и политологии Азербайджанского политехнического института (после обретения независимости Азербайджана стал называться Азербайджанским техническим университетом).
24 апреля 2008 года Сакит Гусейнов выступил с докладом «Открытие новых рабочих мест: уменьшение бедности и устойчивое человеческое развитие» на международной конференции «Университеты и новые рабочие места», которая проводилась в Независимом Исламском Университете Исламской Республики Иран. Этот доклад был опубликован в материалах конференции и был удостоен золотой медали.
Сакит Гусейнов с 2005 года работал на должности главного научного сотрудника в институте философии и права НАНА Азербайджанской Республики. С 2009 по 2018 года был заведующим отделом «Философские проблемы религиоведения и культуры». А с января 2018 года стал заведующим отделом «Философия устойчивого развития».
С. Гусейнов был активным участником научных проектов «Оксфама», Международного банка и ООН, где был независимым экспертом. В настоящее время С. Гусейнов избран членом Международного координационного совета Регионального экологического центра Кавказа. Также был избран членом-корреспондентом Евразийской административной академии наук Российской Федерации. В различное время С. Гусейнов выступал с докладами по религиоведению, экологической культуре, устойчивому развитию, философским проблемам культуры на различных международных конференциях, которые проводились за рубежом.
Основные направления научной деятельности Сакита Гусейнова охватывают тематику культуры быта, национальных и нравственных ценностей, устойчивого человеческого развития, экологии быта. С. Гусейнов является автором 5 монографий, 1 учебника для университетов, 7 брошюр и методических предписаний и более 150 научных статей.

## Научные труды

### Книги
- 1. Экология быта (социально-философский аспект), изд-во «Сабах», Баку, 1996, 164 С.
- 2. Стратегические направления устойчивого человеческого развития, изд-во «Адилоглу», Баку, 2003, 264 С.
- 3. Правовые и философские вопросы экологии, изд-во «Текнур», 2007, 216 С.
- 4. Устойчивое человеческое развитие. Учебник для ВУЗов, изд-во «Азербайджанский Государственный Аграрный Университет», Баку, 2009, 494 С.
- 5. Культура религиозной толерантности в Азербайджане: история и современность, Баку, изд-во «Текнур», 2012, 176 С.
- 6. Национальная экономика: модернизация и устойчивое развитие, Баку, изд-во «Европа», 2012, 475 С.

### Основные статьи
- 1. «Транспорт и вопросы экологической безопасности окружающей среды (Социально-правовой аспект)». «Чистый воздух и устойчивый транспорт». Киев, 2003. Сборник материалов международного семинара по теме: «Участие общественности в экологизации транспортной политики городов ЦВЕ и Закавказья», 23-25 апреля, 2003 г., Киев, Украина
- 2. «Юридические, экономические и компенсационные механизмы в помощь устойчивому развитию горных районов Азербайджана». «Устойчивое развитие горных регионов Кавказа». (III ежегодная конференция РЕЦ Кавказа, Тбилиси, 11-12 июля, 2003), Сборник докладов, Тбилиси, 2003.
- 3. «Prospects of sustainable development and solution of ecological problems». Azerbaijan in focus: today and tomorrow, Baku, № 6, November, 2007
- 4. «Из опыта изучения просветительской и философской мысли народов Азербайджана и Дагестана». «Историка-культурные и экономические связи народов Дагестана и Азербайджана: через прошлый опыт взгляд в XXI век» посвященная 110-летию А.Алиева материалы международное научно-практическое конференции, Махачкала, 8 июня 2007
- 5. «Социально-правовые проблемы управления бытовыми отходами в Азербайджане». Материалы Международной конференции по теме: «Сотрудничества для решения проблемы отходов», 2-3 апрель 2008 г., Украина, г. Харьков, с. 32-34
- 6. «Перспективы устойчивого человеческого развития». Взаимодействие культур в условиях глобализации / под общ. ред. Мамедова Н. М., Чумакова А. Н. Москва: «Канон+» РООИ «Реабилитация», 2010, с. 420—425
- 7. «Azerbaycanda Yoksulluğu Önleme Politikaları». Yardım ve Dayanışma (kültür ve araştırma dergisi, yıl:2 cilt:2 sayı:3). Ankara, Türkiye, 2011, s.17-35
- 8. «Устойчивоe развитие социокультурного мира». Материалы конференции по теме: Религия, религиозность, философия и гуманитаристика в современном информационном пространстве: национальный и интернациональный аспекты. Украина, Рубежное, 2012, с. 343—346